# باسیل دیگنام
باسیل دیگنام (به انگلیسی: Basil Dignam) (زاده ۲۴ اکتبر ۱۹۰۵ – درگذشته ۳۱ ژانویه ۱۹۷۹) بازیگر انگلیسی بود.
از فیلم‌های معروف او می‌توان به بازی در هفت دریا به کاله و دادگاه جزا اشاره کرد.